# Calathea longibracteata
Calathea longibracteata là một loài thực vật có hoa trong họ Marantaceae. Loài này được (Sweet) Lindl. mô tả khoa học đầu tiên năm 1827.